# Ouled Aiche
Ouled Aiche (em árabe: اوالد يعيش), também escrito como Ouled Yaiche ou Ouled Aych, é uma comuna localizada na província de Relizane, Argélia. De acordo com o censo de 2008, a população total da cidade era de 8 916 habitantes.